# Chapelle Notre-Dame-de-Lannelou
La chapelle Notre-Dame-de-Lannelou est un édifice religieux de la commune de Montauban-de-Bretagne, dans le département d’Ille-et-Vilaine en région Bretagne.

## Localisation
Elle se trouve dans l'ouest du département, à proximité de la route nationale RN 12 allant de Paris à Brest. Elle se situe au lieudit du même nom, dans le nord-ouest du territoire de la commune de Montauban-de-Bretagne. Le ruisseau de Goulas passe en contrebas.

## Historique
La chapelle date de la seconde moitié du XVe siècle.
Elle est classée au titre des monuments historiques depuis le 5 janvier 1942,.
Adolphe Orain conte une légende sur l’origine de la chapelle. Alors pauvre, un cousin du baron de Montauban aurait trouvé une fontaine où se désaltérer ; devenu riche des années plus tard, il aurait fait construire la chapelle à l'emplacement de la fontaine.

## Architecture
De plan rectangulaire classique, cette chapelle se distingue surtout par ses sculptures, notamment sur les portes et les fenêtres de la façade sud.

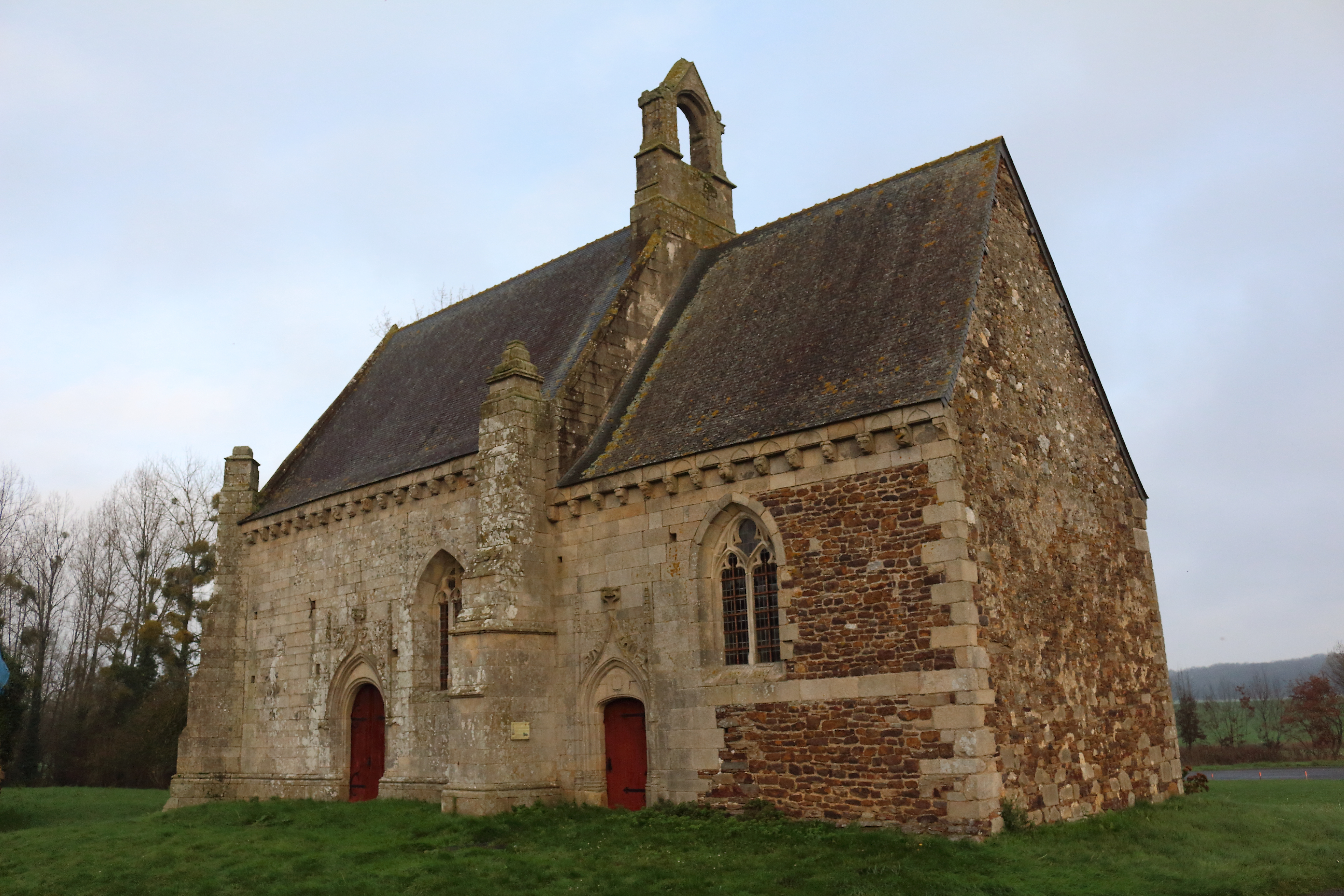
Façade sud.
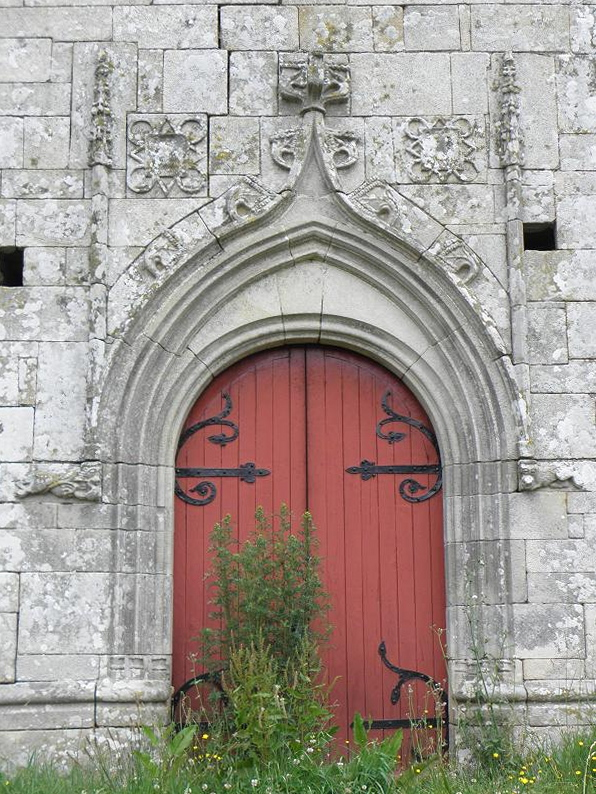
Première porte sud (partie ouest de la façade).
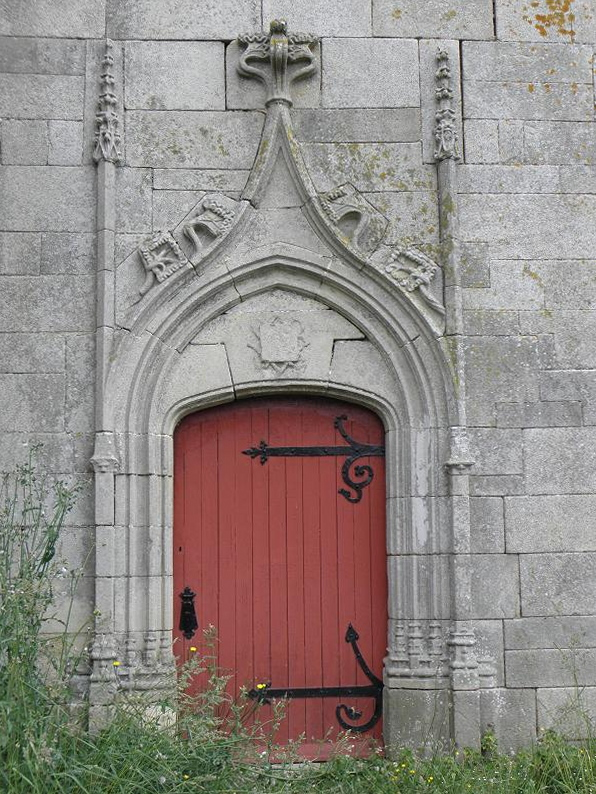
Deuxième porte sud (partie est de la façade).
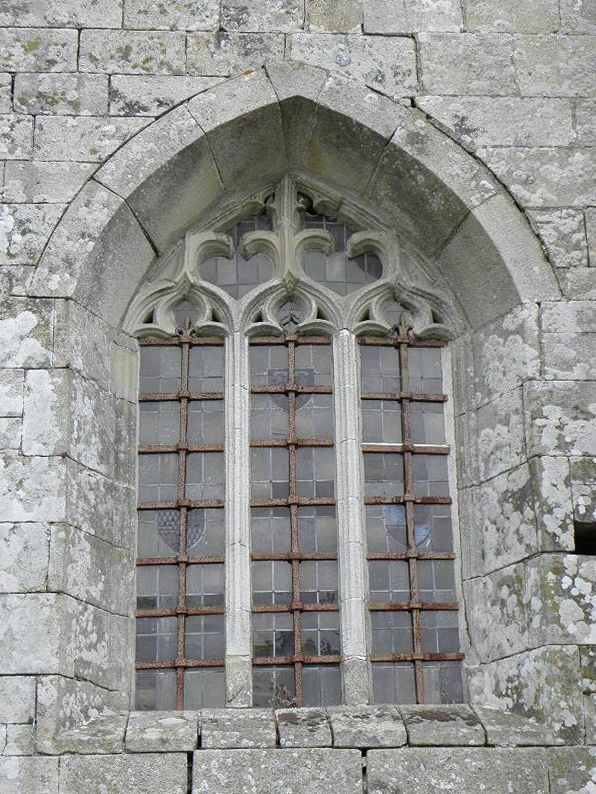
Fenêtre sud.

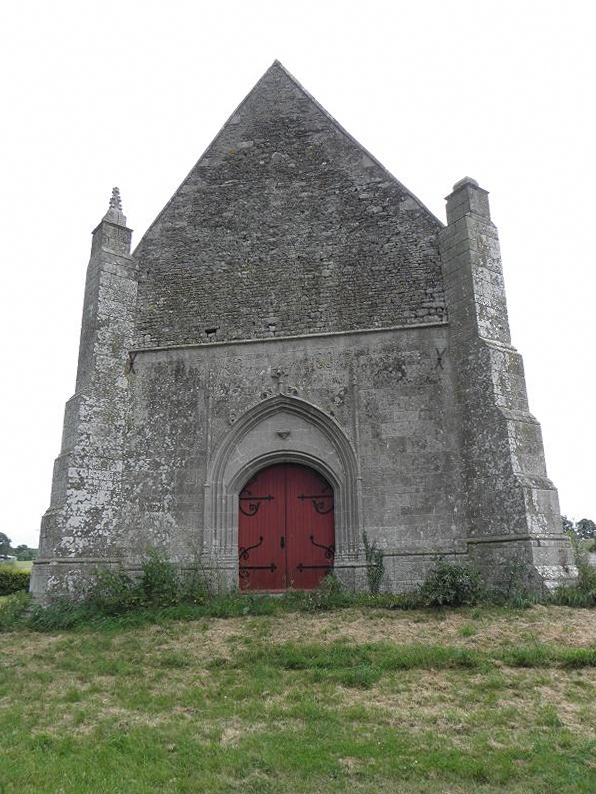
Façade ouest.
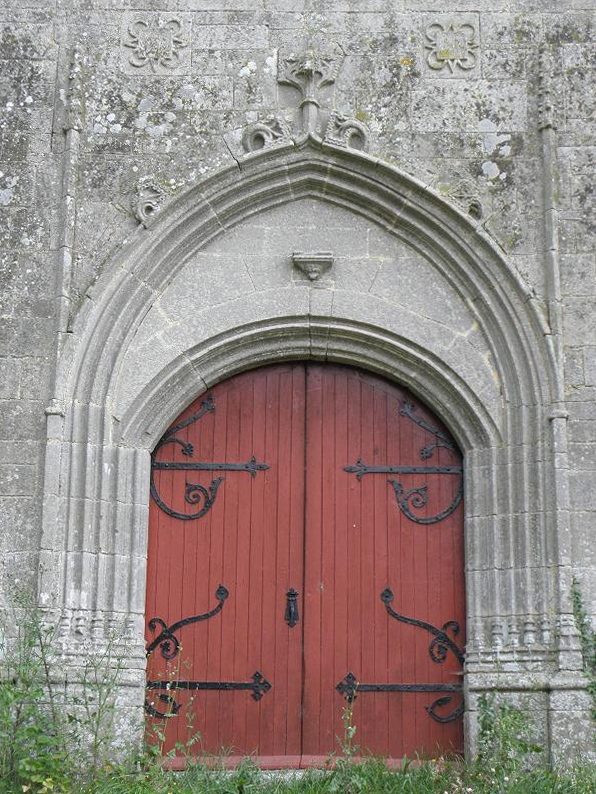
Porte ouest.

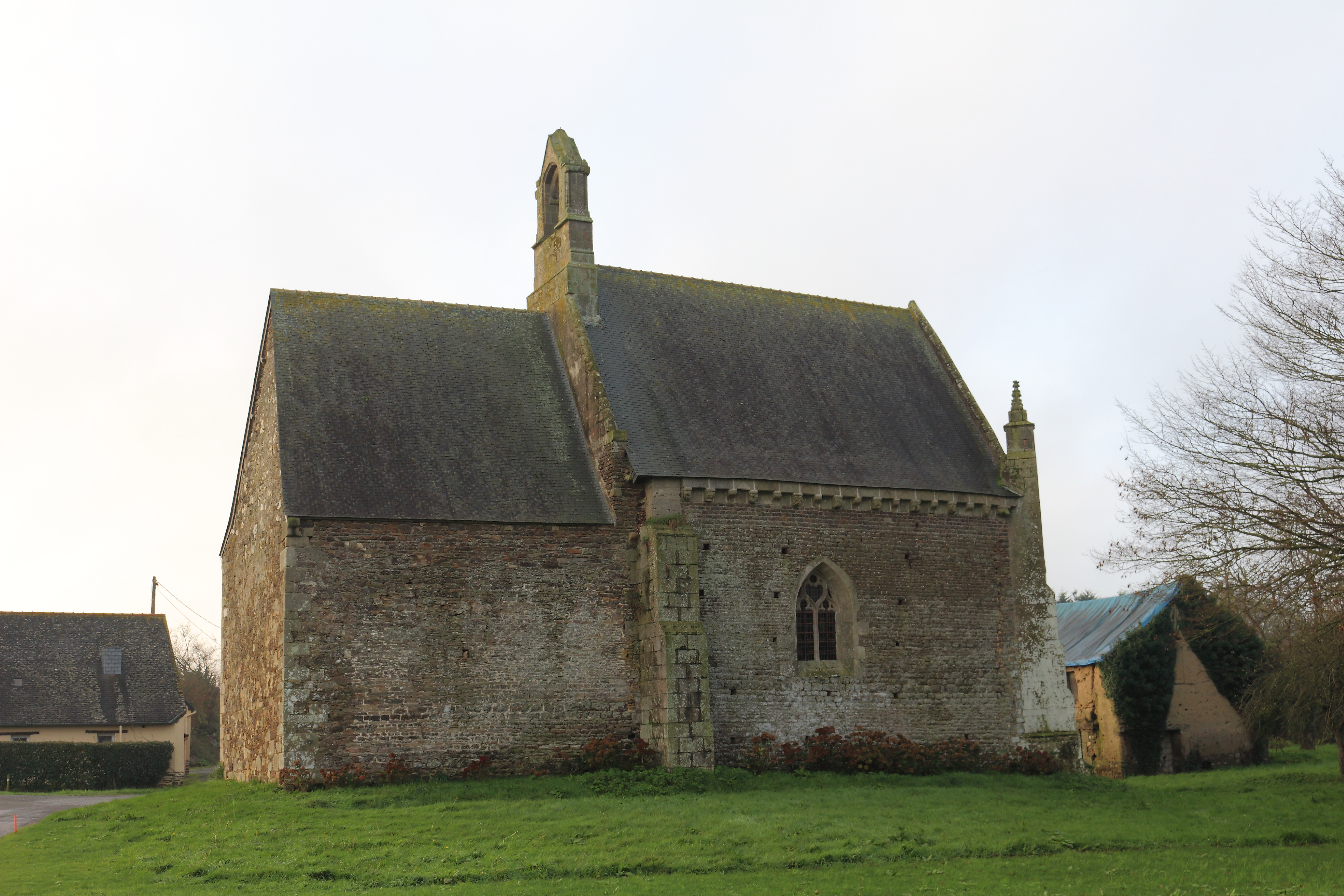
Façade nord.

On trouve aussi au niveau du toit des modillons sculptés.

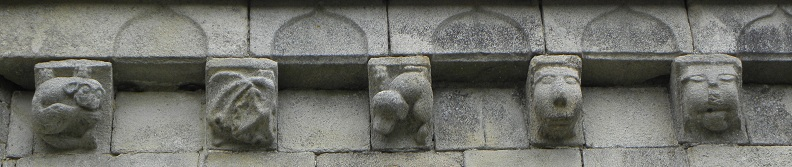
Modillons sculptés
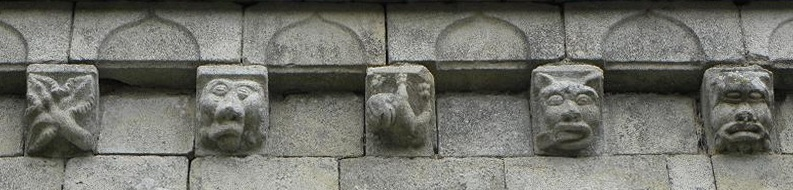
Modillons sculptés
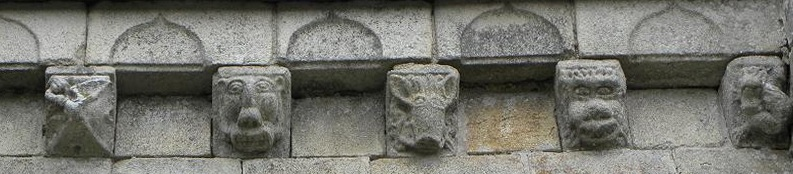
Modillons sculptés
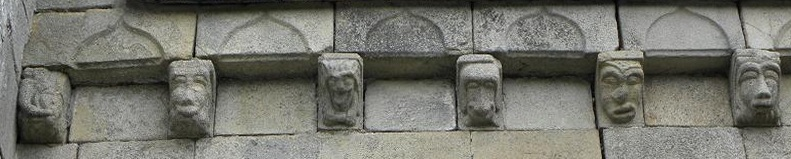
Modillons sculptés
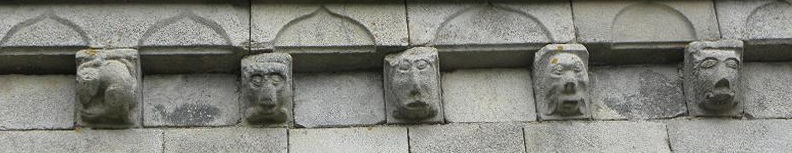
Modillons sculptés
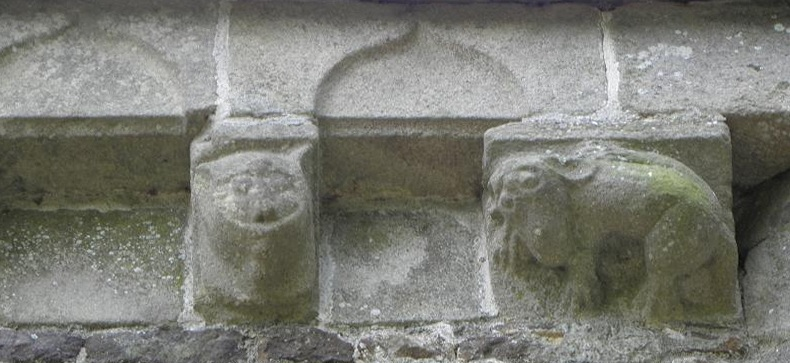
Modillons sculptés
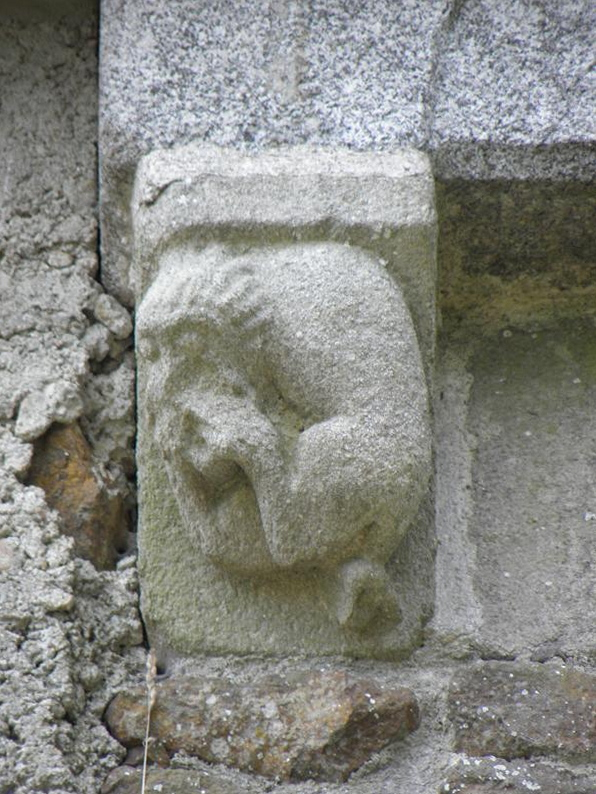
Modillon sculpté
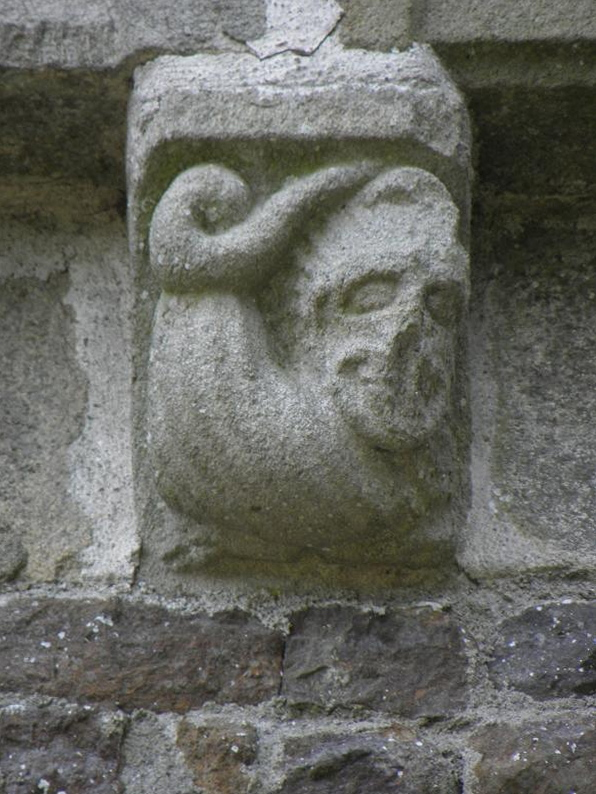
Modillon sculpté
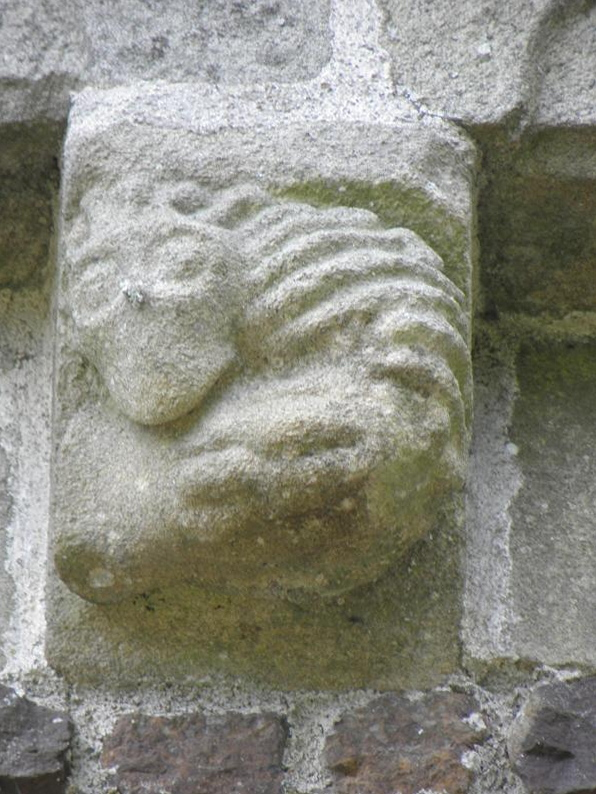
Modillon sculpté
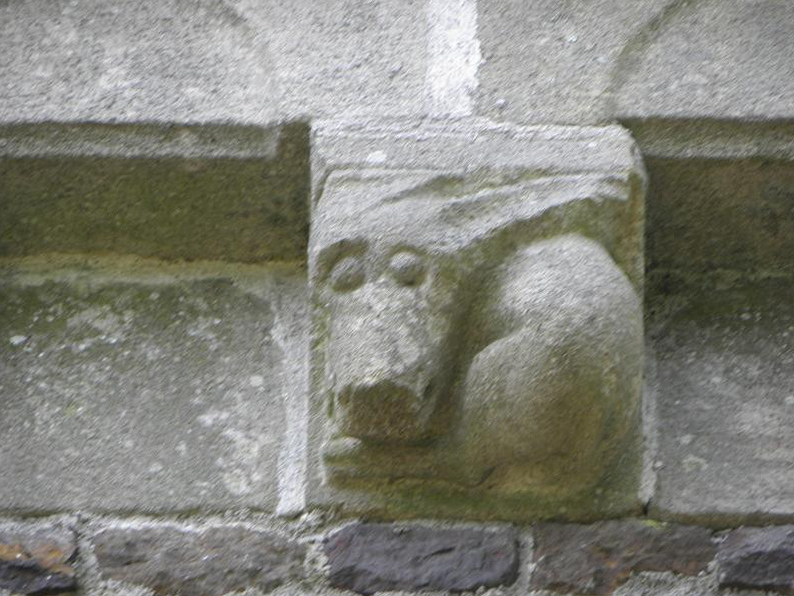
Modillon sculpté
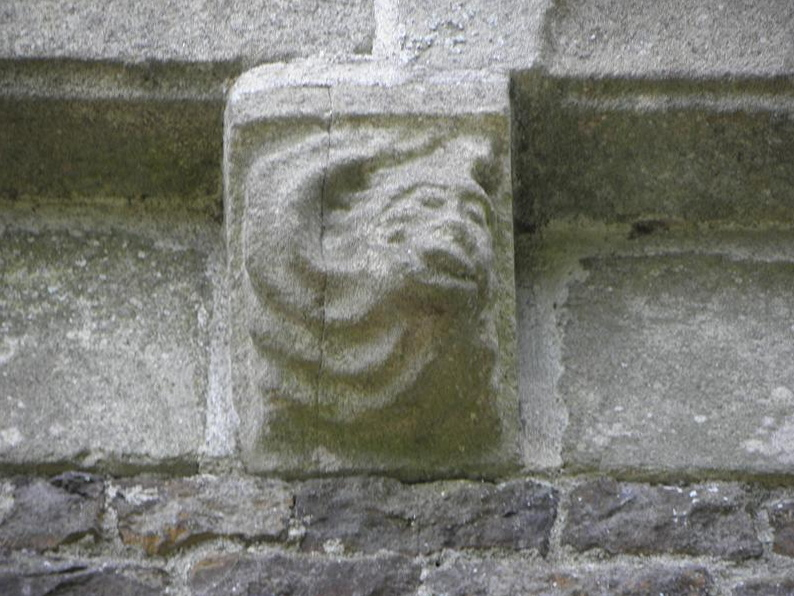
Modillon sculpté